# RKSV Sittardia in het seizoen 1958/59
Het seizoen 1958/1959 was het vijfde jaar in het bestaan van de Sittardse betaaldvoetbalclub Sittardia. De club kwam uit in de Nederlandse Eerste divisie B en eindigde daarin op de eerste plaats, dit betekende dat de club rechtstreeks promoveerde naar de Eredivisie. Tevens deed de club mee aan het toernooi om de KNVB Beker, hierin werd in de tweede ronde verloren van Fortuna '54 (3–4).

## Wedstrijdstatistieken

### Eerste divisie B
|       | Excelsior | GVAV  | Helmondia '55 | Heracles | Hermes DVS | HVC   | KFC   | RBC   | RCH   | Rigtersbleek | Roda Sport | Stormvogels | Vitesse | De Volewijckers |
| ----- | --------- | ----- | ------------- | -------- | ---------- | ----- | ----- | ----- | ----- | ------------ | ---------- | ----------- | ------- | --------------- |
| Thuis | 3 – 0     | 2 – 0 | 6 – 1         | 4 – 1    | 2 – 4      | 4 – 0 | 4 – 0 | 2 – 1 | 6 – 0 | 5 – 1        | 3 – 0      | 0 – 1       | 2 – 1   | 3 – 3           |
| Uit   | 1 – 1     | 1 – 0 | 1 – 2         | 0 – 0    | 2 – 2      | 2 – 4 | 4 – 3 | 0 – 1 | 1 – 1 | 2 – 3        | 1 – 4      | 0 – 1       | 3 – 1   | 1 – 2           |

### KNVB Beker
| 1e ronde                                         | Sittardia                                                                 | 7 – 0 (4 – 0) | Waubachse Boys                      |
| 1 januari 1959 Plaats: Sittard Sittardia-terrein | Antoine Gardier 10', 25' Ad van der Weij 20', 78', 89' Zef Brüll 35', 85' |               |                                     |
| 2e ronde                                         | Fortuna '54                                                               | 4 – 3 (3 – 2) | Sittardia                           |
| 30 april 1959 Plaats: Geleen Mauritsstadion      | Peter Benen 15' Bob Jongen 17', –' Jean Munsters –' (pen.)                |               | 40', 41' Johan Adang Gerard Gruisen |

## Statistieken Sittardia 1958/1959

### Eindstand Sittardia in de Nederlandse Eerste divisie B 1958 / 1959
| Stand | Gespeeld | Gewonnen | Gelijk | Verloren | Punten | Doelpunten voor | Doelpunten tegen |
| ----- | -------- | -------- | ------ | -------- | ------ | --------------- | ---------------- |
| 1e    | 28       | 18       | 5      | 5        | 41     | 71              | 32               |

### Topscorers
| #                    | Naam            | Goal |
| -------------------- | --------------- | ---- |
| 1.                   | Johan Adang     | 18   |
| 2.                   | Gerard Gruisen  | 13   |
| 3.                   | Thei Huisman    | 11   |
| 3.                   | Ad van der Weij | 11   |
| 5.                   | Harie Ehlen     | 5    |
| 6.                   | Math Schmeitz   | 3    |
| 7.                   | Sef Dieteren    | 2    |
| 7.                   | Hein Strouken   | 2    |
| 9.                   | Joep Beckers    | 1    |
| 9.                   | Leon Segers     | 1    |
| 9.                   | Leo Wesolek     | 1    |
| Onbekende doelpunten |                 |      |
| –                    | Onbekend        | 3    |
| Totaal               | Totaal          | 71   |

| #      | Naam            | Goal |
| ------ | --------------- | ---- |
| 1.     | Ad van der Weij | 3    |
| 2.     | Johan Adang     | 2    |
| 2.     | Zef Brüll       | 2    |
| 2.     | Antoine Gardier | 2    |
| 5.     | Gerard Gruisen  | 1    |
| Totaal | Totaal          | 10   |